# Ontario Motor Speedway
De Ontario Motor Speedway was een racecircuit gelegen in de Amerikaanse stad Ontario in de staat Californië. Het circuit werd ontworpen naar het voorbeeld van de Indianapolis Motor Speedway en werd geopend in 1970.
In maart 1971 werd er de Questor Grand Prix gehouden, een zogenaamde Formule Libre wedstrijd waar teams uit de Formule 1, de Formule 5000 en de USAC Championship Car aan deelnamen. De wedstrijd werd gewonnen door Mario Andretti in een Ferrari.
De Grand Prix Formule 1 van de Verenigde Staten West gepland voor 9 april 1972 ging niet door omdat er niet aan de eis was van de FIA was voldaan eerst een test race te houden op het circuit.
Vanaf 1970 stond het circuit op het programma van het USAC Championship Car kalender en vanaf 1979 op het programma van zijn opvolger, de Champ Car series. In 1979 werd de race gewonnen door Bobby Unser. In 1980 stond het circuit twee keer op de kalender. De race in april werd gewonnen door Johnny Rutherford, de race in augustus werd gewonnen door Bobby Unser. Met zijn eerdere overwinning in 1974 is Bobby Unser met drie overwinningen recordhouder op het circuit. Al Unser won twee keer op de speedway. Wegens financiële problemen moest het circuit in 1980 gesloten worden en werd het verkocht en een jaar later afgebroken.